# Józef Król (ur. 1951)
Józef Król (ur. 13 lipca 1951 w Białej Poduchownej) – polski samorządowiec, inżynier i polityk, prezydent Bolesławca (1990–1998), wicewojewoda jeleniogórski (1998) i dolnośląski (1999–2001).

## Życiorys
Z wykształcenia inżynier budownictwa lądowego, ukończył studia na Wyższej Szkole Inżynierskiej w Lublinie. Pracował w Bolesławieckim Przedsiębiorstwie Budowlanym.
W wyborach w 1990 uzyskał mandat radnego Bolesławca, następnie został wybrany na funkcję prezydenta Bolesławca, którą sprawował do początku 1998. Zrezygnował w związku z nominacją na stanowisko wicewojewody jeleniogórskiego. Następnie pełnił funkcję wicewojewody dolnośląskiego (do 2001). Należał w tym czasie do Unii Wolności.
W wyborach samorządowych w 2002, 2006, 2010 i 2014 uzyskiwał mandat radnego powiatu bolesławieckiego. W 2008 przystąpił do stowarzyszenia Dolny Śląsk XXI (do 2010 lokalnego oddziału ruchu Polska XXI). Później kierował Zakładem Energetyki Cieplnej w Bolesławcu, a od 2011 pełnił funkcję prezesa Przedsiębiorstwa Wodociągów i Kanalizacji w Bolesławcu. W 2022 przeszedł na emeryturę.

## Odznaczenia
- Odznaka Honorowa za Zasługi dla Samorządu Terytorialnego – 2025[8]